# Frankrike i olympiska vinterspelen 1972
Finland deltog i olympiska vinterspelen 1972.Truppen bestod av 40 idrottare, 33 män och 7 kvinnor, som deltog i 9 sporter.

## Medaljer

### Silver
- Alpin skidåkning
  - Damernas slalom:  Danièle Debernard

### Brons
- Alpin skidåkning
  - Damernas slalom:  Florence Steurer

- Konståkning
  - Herrar:  Patrick Pera

## Trupp
- Alpin skidåkning
  - Danièle Debernard
  - Florence Steurer
  - Jean-Noël Augert
  - Bernard Charvin
  - Henri Duvillard
  - Annie Famose
  - Michèle Jacot
  - Britt Lafforgue
  - Isabelle Mir
  - Bernard Orcel
  - Alain Penz
  - Roger Rossat-Mignod
- Skidskytte
  - René Arpin
  - Paul Chassagne
  - Daniel Claudon
  - Aimé Gruet-Masson
- Bob
  - Noël Turrell
  - Yves Bonsang
  - Gérard Christaud-Pipola
  - Jacques Christaud-Pipola
  - Gilles Morda
  - Pierre Parisot
  - Alain Roy
- Längdskidåkning
  - Daniel Cerisey
  - Gilbert Faure
  - Gérard Granclement
  - Roland Jeannerod
  - Jean Jobez
  - Jean-Paul Vandel
- Konståkning
  - Patrick Pera
  - Florence Cahn
  - Didier Gailhaguet
  - Jacques Mrozek
  - Jean Racle
- Rodel
  - Pierre Larchier
- Backhoppning
  - Jacques Gaillard (Deltog även i nordisk kombination)
  - Alain Macle
  - Gilbert Poirot
  - Yvan Richard
- Hastighetsåkning på skridskor
  - Richard Tourne